# Constantin Hansen
Carl Christian Costantin Hansen (Roma, 1804 – Copenaghen, 1880) è stato un pittore danese.
Studente a Copenaghen degli ideali neoclassici di Bertel Thorvaldsen, trascorse nove anni (1834-1843) in Italia, dove affrescò villa Albani.
In Danimarca fu autore delle decorazioni dell'Accademia danese e di vari ritratti.
Sua allieva è stata la pittrice svedese Agnes Börjesson.

## Biografia

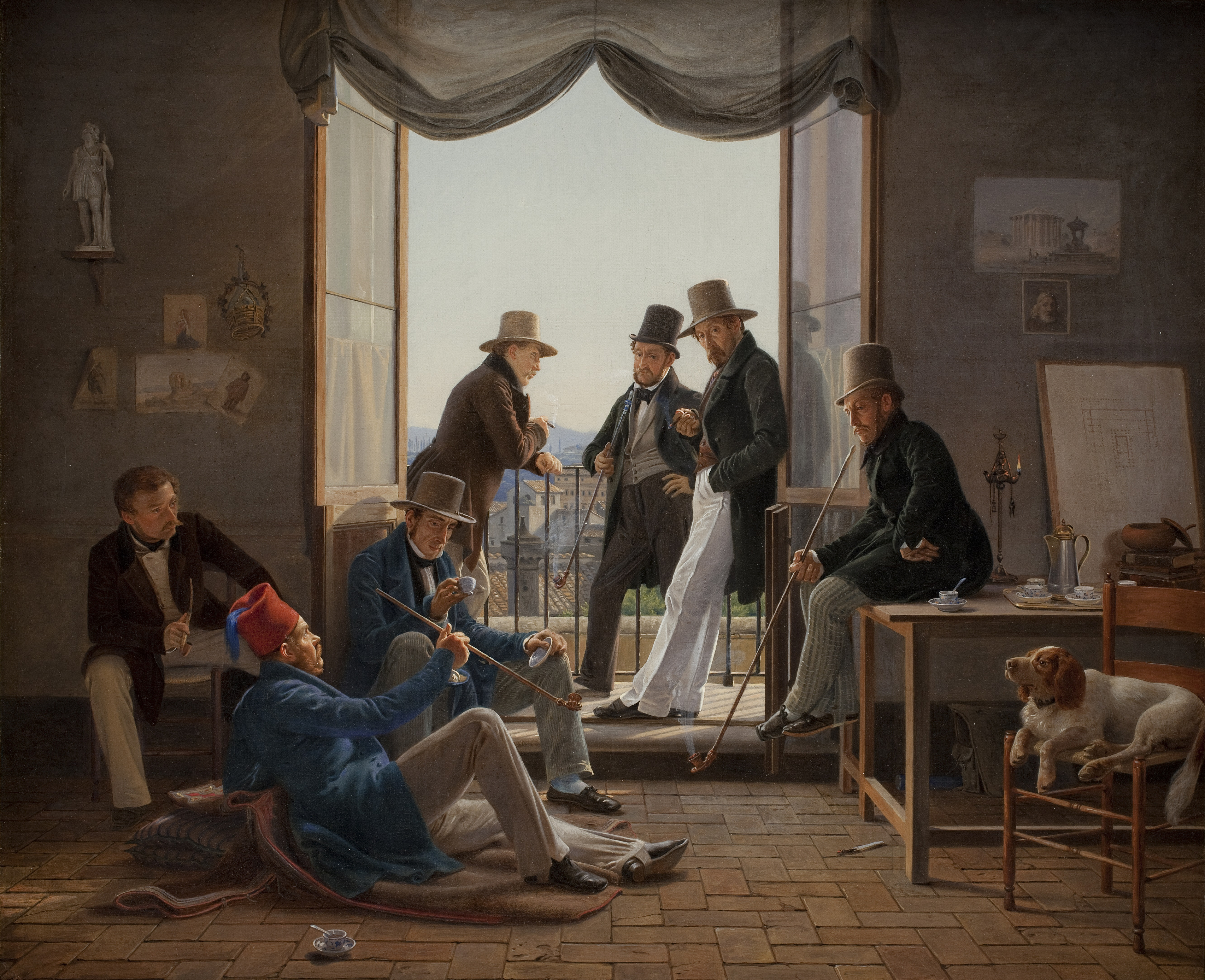
Un gruppo di artisti danesi a Roma, opera di Constantin Hansen.

Constantin Hansen nacque a Roma nel 1804 e suo padre era il ritrattista Hans Hansen. La sua famiglia si trasferì a Vienna poco dopo, dove Constanze Weber, la vedova di Mozart, fece da madrina al suo battesimo, quindi si ritrasferì a Copenaghen. Hansen frequentò il corso di architettura all'accademia reale danese all'età di 12 anni, ma decise di cambiare corso a 21 anni e cominciò a studiare pittura, seguendo le lezioni di Christoffer Wilhelm Eckersberg a partire dal 1828. Hansen perse entrambi i genitori a causa del tifo e dovette badare alle sue sorelle minori. Egli decise di assumersi alcune commissioni che erano state affidate a suo padre, come alcune copie della collezione di ritratti al castello di Frederiksborg e i dipinti che decoravano il palazzo di Christiansborg.
Nel 1835 egli ricevette uno stipendio per poter viaggiare all'estero e visitò Berlino, Dresda, Praga, Norimberga e Monaco di Baviera sulla strada per raggiungere l'Italia, dove rimase per più tempo e visitò Roma, Napoli e Pompei. In Italia poté conoscere il suo compatriota Alberto Thorvaldsen, lo scultore neoclassico. Hansen viaggiò con altri artisti danesi, tra i quali Jørgen Roed, Christen Købke e il pittore Georg Hilker.
Nel 1837, l'associazione artistica copenaghense (Kunstforening) commissionò ad Hansen un dipinto e questi presentò loro l'opera Un gruppo di artisti danesi a Roma (Et Selskab af danske Kunstnere i Rom). Inoltre egli dipinse delle scene popolari italiane e fece degli studi sulle antichità romane e sull'architettura che riflettevano lo spirito di Eckersberg.

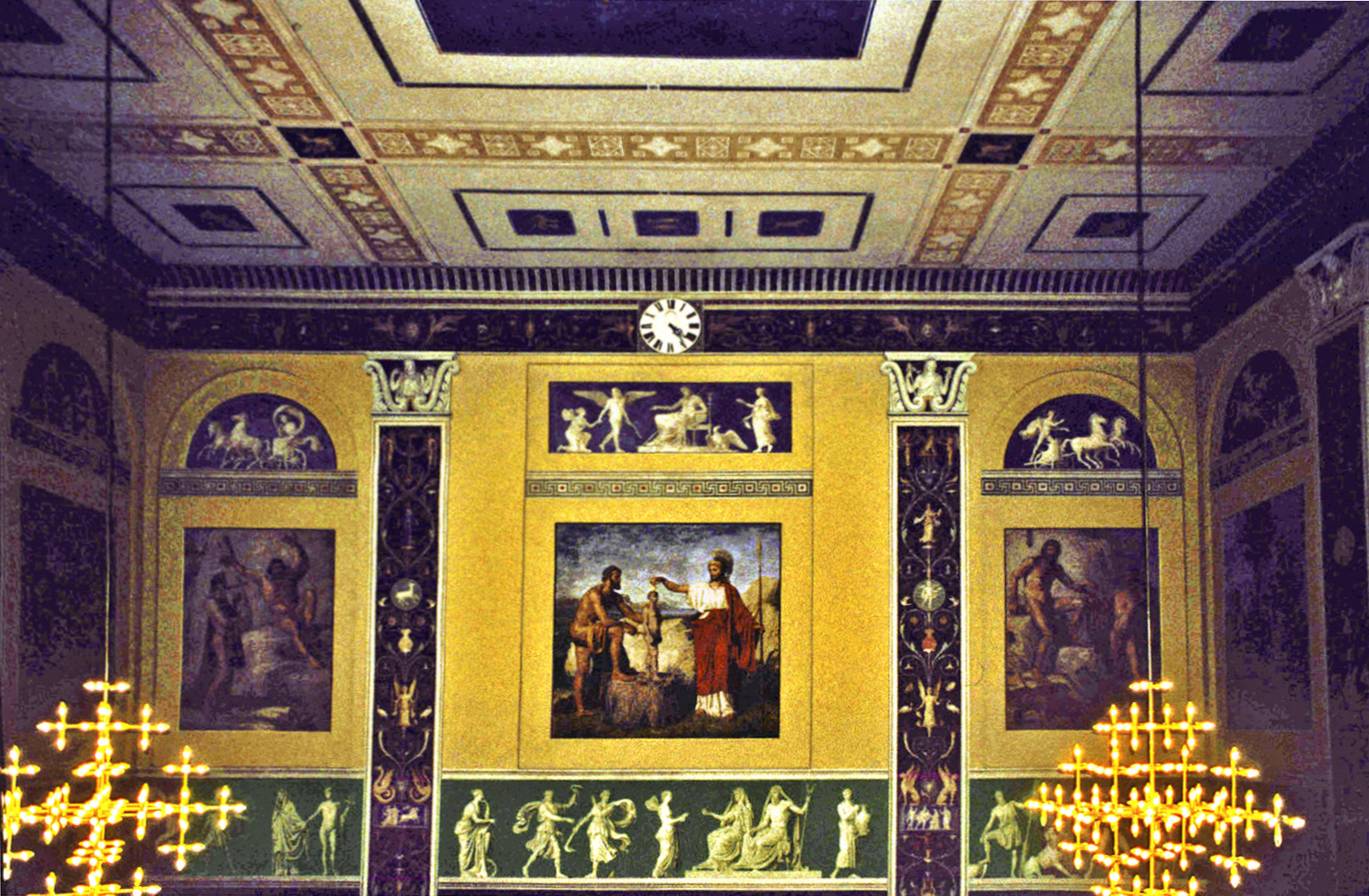
Il vestibolo dell'università di Copenaghen dipinto da Constantin Hansen e decorato da Georg Hilker.

Dopo otto anni passati in Italia Constantin Hansen ritornò in Danimarca, ma non prima di essere stato a Monaco e aver imparato la tecnica dell'affresco, così da prepararsi a una commissione nella capitale danese: lui e Georg Hilker decorarono il vestibolo dell'università di Copenaghen presso la piazza di Nostra Signora. Quest'opera continuò dal 1844 al 1853. Hansen dipinse le figure mitologiche, mentre Hilker si occupò delle decorazioni e del soffitto.
Nel 1846 egli sposò Magdalene Barbara Købke e la coppia ebbe tredici figli, anche se quattro morirono dopo un solo anno di vita e uno di loro, Hans, morì a diciannove anni durante un naufragio. Nel 1854 Constantin Hansen venne nominato professore all'accademia di belle arti, ma ne divenne un membro solo nel 1864. Infine, Hansen morì nel 1880 a Copenaghen.
Una delle sue figlie, Elise Konstantin-Hansen (1858-1946), divenne una pittrice, mentre un'altra, Kristiane Konstantin-Hansen (1848-1925), divenne una tessitrice di arazzi.